# Południowe Han
Południowe Han (chiń. upr. 南汉; chiń. trad. 南漢; pinyin Nán Hàn) – krótkotrwałe państwo w południowych Chinach, jedno z Dziesięciu Królestw. Samo zwało się Wielkim Han lub Wielkim Yue.
Dwór tangowski mianował Liu Yina w 905 gubernatorem wojskowym na południu, podnosząc go do rangi Księcia Nanping w 909. Jego brat i następca, Liu Yan, w 917 przyjął tytuł cesarski. Jego państwo, początkowo zwane „Wielkie Yue”, a od 919 „Południowe Han” miało stolicę w Kantonie i obejmowało dzisiejszy Guangdong i  większość Guangxi. Cesarstwo to miało charakter cywilny, osłabienie siły militarnej sprowokowało rebelie, ale kolejni władcy panowali jeszcze do 971, by się ostatecznie poddać wojskom dynastii Song, ponownie jednoczącej Chiny.

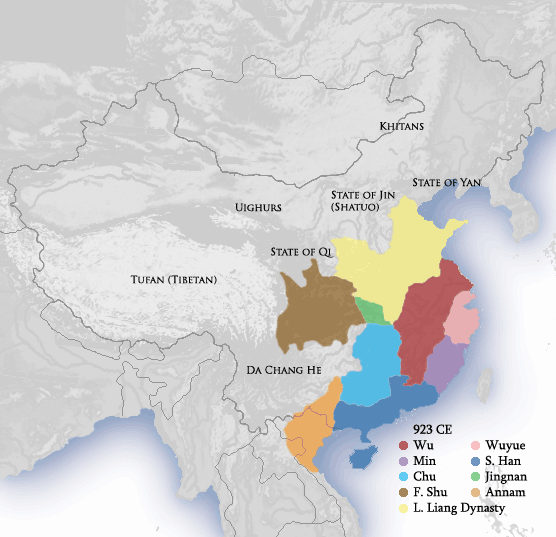
Chiny w 923 r.; Południowe Han zaznaczone na granatowo

| Imię świątynne               | Imię pośmiertne                          | Nazwisko i imię            | Okres panowania | Nazwa i daty ery panowania                                                                 |
| ---------------------------- | ---------------------------------------- | -------------------------- | --------------- | ------------------------------------------------------------------------------------------ |
| Gaozu (高祖 Gāozǔ)           | Tianhuang Dadi (天皇大帝 Tiānhuáng Dàdì) | Liu Yan (劉巖 Liú Yán)     | 917-941         | Qianheng (乾亨 Qiánhēng) 917-925 Bailong (白龍 Báilóng) 925-928 Dayou (大有 Dàyŏu) 928-941 |
| brak                         | Shang Di (殤帝 Shāng Dì)                 | Liu Bin (劉玢 Liú Bīn)     | 941-943         | Guangtian (光天 Gŭangtiān) 941-943                                                         |
| Zhong Zong (中宗 Zhōng Zōng) | nie używane                              | Liu Cheng (劉晟 Liú Chéng) | 943-958         | Yingqian (應乾 Yìngqiàn) 943 Qianhe (乾和 Qiànhé) 943-958                                  |
| Houzhu (後主 Hòuzhǔ)         | brak                                     | Liu Chang (劉鋹 Liú Chăng) | 958-971         | Dabao (大寶 Dàbăo) 958-971                                                                 |